# Dune (tiểu thuyết)
Dune là một cuốn tiểu thuyết sử thi khoa học viễn tưởng năm 1965 của tác giả người Mỹ Frank Herbert, ban đầu được xuất bản thành hai phần riêng biệt (tiểu thuyết 'Dune World' năm 1963-64 và tiểu thuyết 'Prophet of Dune' năm 1965) trên tạp chí Analog. Đây là phần đầu tiên của vũ trụ Dune và là một trong những tiểu thuyết khoa học viễn tưởng bán chạy nhất mọi thời đại.
Dune lấy bối cảnh tương lai xa của một xã hội liên sao theo chế độ phong kiến, có nguồn gốc từ người Trái Đất, tại đây các gia tộc quý tộc kiểm soát các thái ấp hành tinh. Tiểu thuyết kể về Paul Atreides trẻ tuổi khi gia đình cậu chấp nhận tiếp quản hành tinh Arrakis. Mặc dù là một vùng đất hoang mạc khắc nghiệt với dân cư thưa thớt, hành tinh này là nguồn melange, hay "hương dược" duy nhất, đây là một loại chất kích thích giúp kéo dài tuổi thọ và tăng cường các năng lực tinh thần. Melange cũng cần thiết cho việc lái tàu trong không gian, vốn đòi hỏi một dạng nhận thức đa chiều và khả năng tiên tri mà chỉ có được khi sử dụng chất này. Vì melange chỉ có thể sản xuất trên Arrakis, việc nắm quyền kiểm soát hành tinh này là một trọng trách vừa đáng mơ ước vừa nguy hiểm. Câu chuyện khám phá các tương tác đa tầng trong chính trị, tôn giáo, sinh thái học, công nghệ và cảm xúc con người khi mà các phe phái trong đế quốc đối đầu nhau trong cuộc tranh đấu giành quyền kiểm soát Arrakis và hương dược.
Herbert đã viết tiếp năm phần hậu truyện: Dune Messiah, Children of Dune, God Emperor of Dune, Heretics of Dune, và Chapterhouse: Dune. Sau khi ông qua đời vào năm 1986, con trai ông Brian Herbert và nhà văn Kevin J. Anderson đã tiếp nối loạt truyện với hơn một chục tiểu thuyết bổ sung kể từ năm 1999.
Quá trình chuyển thể sang màn ảnh của tiểu thuyết nổi tiếng là gặp nhiều khó khăn và phức tạp. Trong những năm 1970, nhà làm phim tín đồ Alejandro Jodorowsky đã cố gắng thực hiện một bộ phim dựa trên quyển tiểu thuyết này. Sau ba năm phát triển, dự án bị hủy bỏ do ngân sách tăng liên tục. Năm 1984, một phiên bản điện ảnh do David Lynch đạo diễn được phát hành, nhưng phần lớn nhận về phản hồi tiêu cực từ giới phê bình và trở thành thất bại tại phòng vé, dù về sau, phim đã có được một cộng đồng người hâm mộ trung thành. Quyển sách còn được chuyển thể thành phim truyền hình ngắn tập của Sci-Fi Channel ra mắt năm 2000, Frank Herbert's Dune và hậu truyện ra mắt năm 2003, Frank Herbert's Children of Dune (phần hậu truyện là sự kết hợp của Dune Messiah và Children of Dune). Một phiên bản điện ảnh thứ hai, do Denis Villeneuve đạo diễn, phát hành vào ngày 21 tháng 10 năm 2021 và nhận được những đánh giá tích cực. Tác phẩm thu về 434 triệu USD trên toàn thế giới và được đề cử 10 giải Oscar, bao gồm Phim hay nhất, cuối cùng giành được 6 giải. Bộ phim dựa trên khoảng nửa đầu của tiểu thuyết gốc; một phần hậu truyện, dựa trên nửa sau câu chuyện, được phát hành vào ngày 1 tháng 3 năm 2024, nhận được lời khen từ giới phê bình và thu về 711 triệu USD trên toàn cầu.
Loạt truyện cũng trở thành ý tưởng cho nhiều trò chơi cờ bàn, nhập vai và điện tử.
Kể từ năm 2009, tên các hành tinh trong tiểu thuyết Dune đã được dùng để đặt tên cho các đồng bằng và các đặc điểm địa lý khác ngoài đời thực trên vệ tinh của Sao Thổ là Titan.

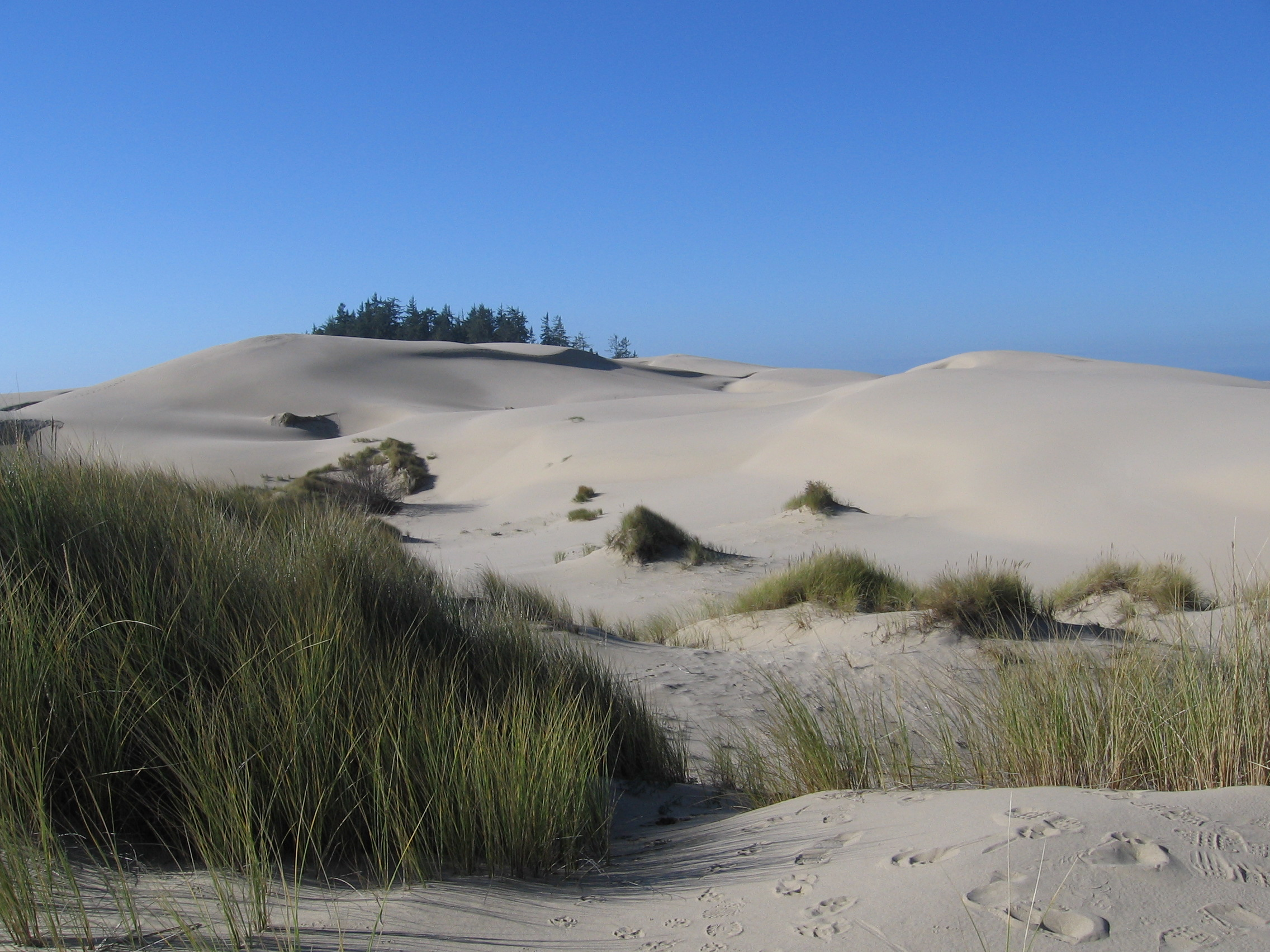
Cồn cát Oregon, gần Florence, Oregon, là nguồn cảm hứng cho câu chuyện về Dune.